# Frontera entre Grècia i Bulgària
La frontera entre Grècia i Bulgària es la frontera internacional entre Grècia i Bulgària, ambdós estats membres de la Unió Europea i integrats en l'espai Schengen. Segueix un traçat en sentit oest-est que comença al trifini Bulgària-Grècia-Macedònia i segueix cap a l'est fins a trifini a entre ambdós estats i Turquia, per on passa el riu Maritsa. Separa les perifèries gregues de Macedònia Central i Macedònia Oriental i Tràcia de les províncies búlgares de Blagoèvgrad, Smolian, Kardjali i Khàskovo.

## Història
Fins a les guerres balcàniques, Grècia només tenia fronteres terrestres amb l'Imperi Otomà. Com a conseqüència d'aquests dos conflictes (el segon entre Grècia i Bulgària), durant el Tractat de Bucarest (1913), la frontera queda fixada a la vall del Nestos, uns pocs quilòmetres a l'est del riu. Bulgària, aliada amb les Potències Centrals durant la Primera Guerra Mundial i, per tant, al camp dels vençuts, va perdre l'accés al mar Egeu durant el Tractat de Neuilly i hagué de cedir Tràcia occidental a Grècia. Va recuperar la regió durant la Segona Guerra Mundial, així com part de la Macedònia grega. Després de la guerra la frontera va ser restablida en la seva disposició de 1919.

## Aspectes estratègics
La frontera grega-búlgara està àmpliament formada per la cadena dels Rhodopes, que feran que Grècia i Bulgària tinguin una frontera relativament fàcil de defensar. La vall de l'Estrímon és precisament el punt de pas gairebé únic, a través d'una estreta vall. La vall del Maritsa (Hebros) és un punt de pas alternatiu, a la frontera amb Turquia, allunyada de qualsevol punt estratègic grec. La llarga plana costanera tràcia donaria a l'aviació naval grega la capacitat de repel·lir o retardar l'atac.

## Problemes de les vilespomacs
La proximitat de les fronteres amb Bulgària i  amb Turquia ha portat al final de la dècada de 1990 a les autoritats gregues a sotmetre sota administració militar les viles bulgaròfones i turcòfones dels nómos de l'Hebros, poblats essencialment per una població de confessió musulmana. Aquest règim, anomenat en grec epitirumeni zoni ("zona de vigilància") en realitat suspenia el dret comú dels ciutadans i de l'administració civil en una sèrie d'àrees (residència, ciutadania, moviment, propietat de béns immobiliaris, etc. .). Es va prohibir l'accés a aquesta zona a persones de fora, excepte amb permís especial emès pel Ministeri de Defensa grec.

## Punts de pas
Els principals punts de pas entre Bulgària i Grècia són :
- Kulata (Bulgària) - Promakhonas (Grècia) a l'oest (vall de l'Estrímon)
- Svilengrad (Bulgària) - Ormenio (Grècia) a l'est (vall de l'Hebros)